# Digentia rufogeniculata
Digentia rufogeniculata är en insektsart som först beskrevs av Bolívar, I. 1911.  Digentia rufogeniculata ingår i släktet Digentia och familjen gräshoppor. Inga underarter finns listade i Catalogue of Life.